# Urani(VI) fluoride
Urani(VI) fluoride (UF6), được gọi là "hex" trong ngành công nghiệp hạt nhân, là một hợp chất được sử dụng trong quá trình làm giàu urani tạo ra nhiên liệu cho lò phản ứng hạt nhân và vũ khí hạt nhân. Nó tạo ra các tinh thể màu xám rắn ở nhiệt độ và áp suất tiêu chuẩn, rất độc, phản ứng với nước và ăn mòn với hầu hết các kim loại. Nó phản ứng nhẹ với nhôm, tạo thành một lớp bề mặt mỏng AlF3 chống lại phản ứng tiếp theo.

## Điều chế
Trong quá trình tái xử lý hạt nhân, urani phản ứng với clo trifluoride để cho UF6:
U + 2ClF3 → UF6 + Cl2↑

## Tính chất

### Tính chất vật lý
Ở áp suất khí quyển, UF6 thăng hoa ở khoảng 56,5 ℃.

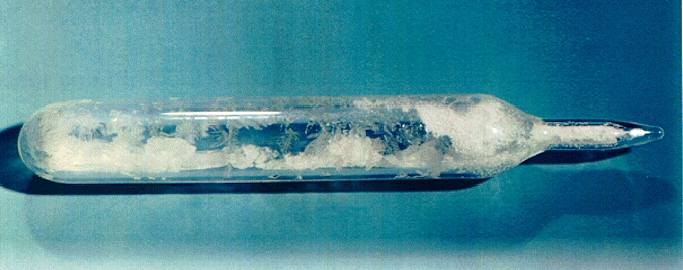
UF_{6} trong một ống làm bằng kính thủy tinh.

Cấu trúc trạng thái rắn được xác định bởi nhiễu xạ neutron ở 77 K và 293 K. 

### Tính chất hóa học
Urani(VI) fluoride là một chất oxy hóa và một axit Lewis có thể liên kết với flo; ví dụ, phản ứng của đồng(II) fluoride với urani(VI) fluoride trong acetonitril tạo thành đồng(II) heptaflorouranat(VI) (Cu(UF7)2). 
Urani(VI) fluoride có chứa cation hữu cơ đã được cô lập và đặc trưng bởi nhiễu xạ tia X.

## Ứng dụng trong chu trình tạo nhiên liệu hạt nhân

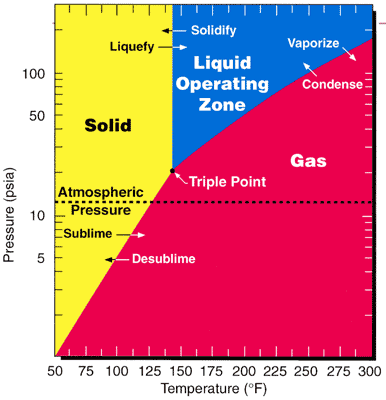
Sơ đồ pha của UF_{6}.

Ngoài việc sử dụng nó trong quá trình làm giàu, urani(VI) fluoride đã được sử dụng trong phương pháp tái xử lý tiên tiến (fluoride volatility) được phát triển ở Cộng hòa Séc. Trong quá trình này, sử dụng nhiên liệu hạt nhân oxit được xử lý bằng khí flo để tạo thành một hỗn hợp chất fluoride. Hỗn hợp này sau đó được chưng cất để tách các lớp vật liệu khác nhau.